# Maremma Grossetana
La Maremma Grossetana è il tratto della Maremma che corrisponde alla provincia di Grosseto e si estende dal golfo di Follonica a nord fino alla foce del torrente Chiarone a sud, che segna il confine con il Lazio. Tale regione geografica è bagnata a ovest dal Mar Tirreno, dove sono visibili le isole meridionali dell'arcipelago Toscano (Elba, Montecristo, Formiche di Grosseto, Giglio e Giannutri) e, nelle giornate più terse, la sagoma di capo Corso, l'estremità montuosa settentrionale della Corsica.

## Storia

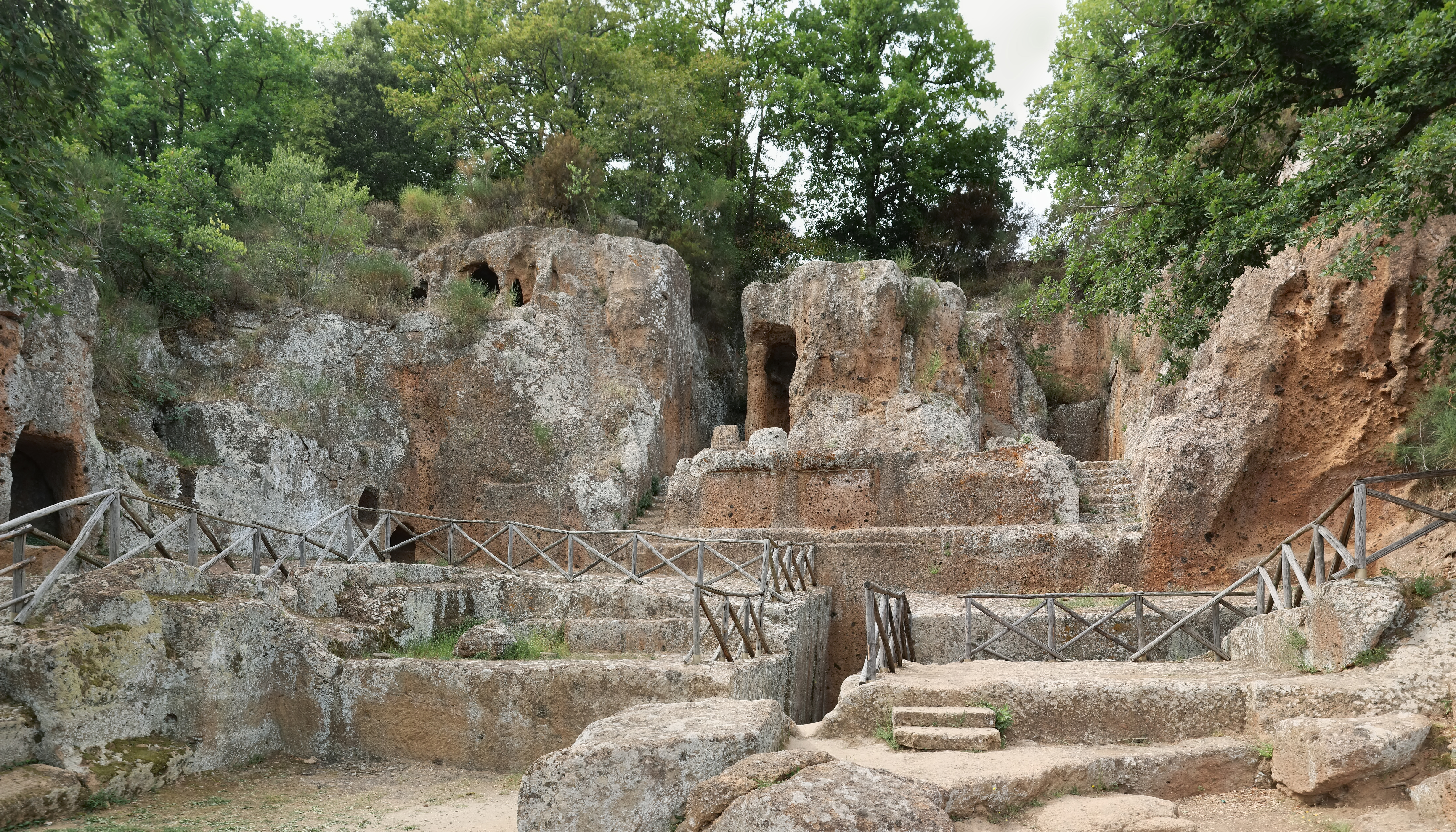
Necropoli di Sovana

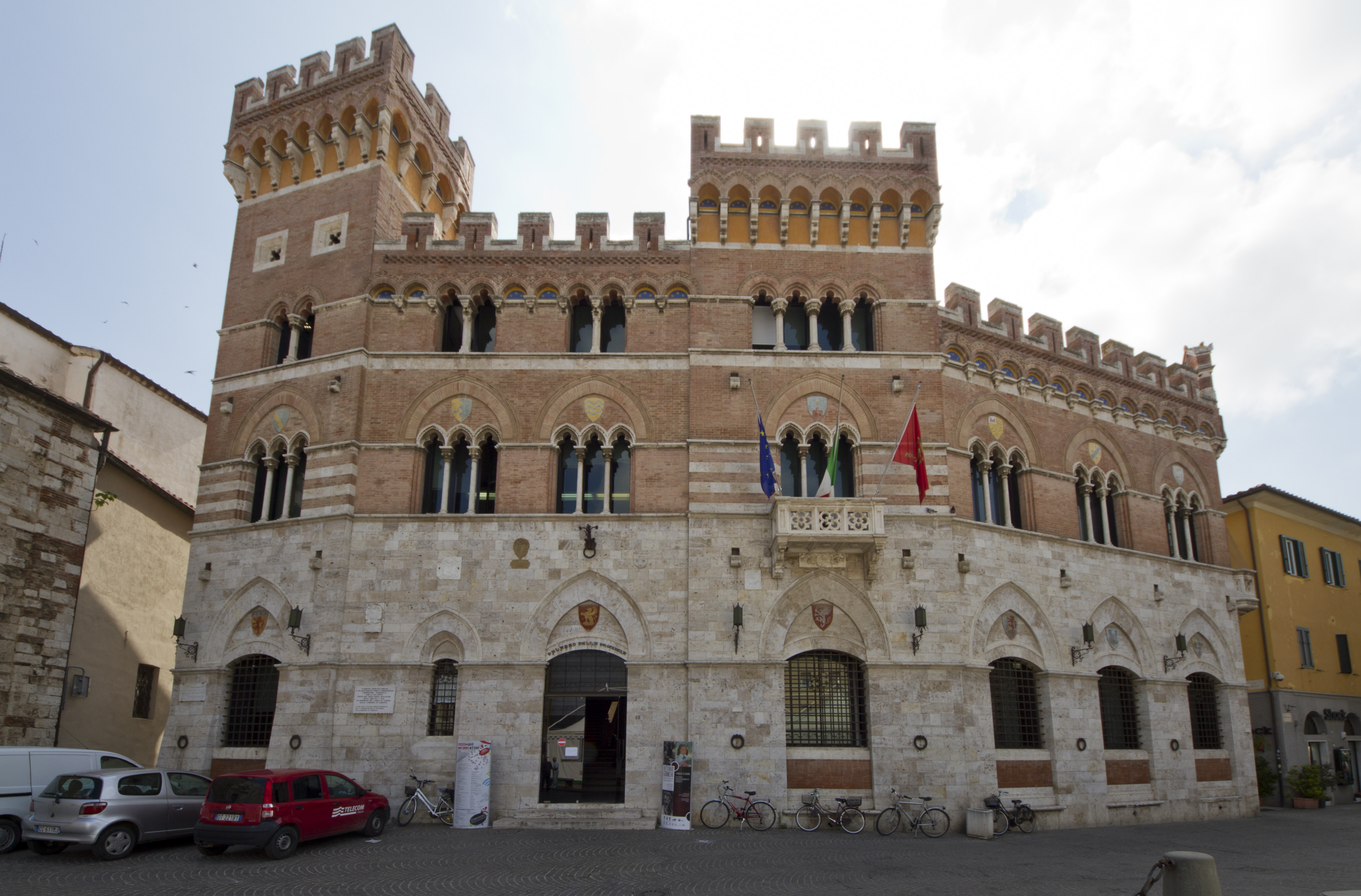
Palazzo Aldobrandeschi nella città di Grosseto, sede della Provincia.

La Maremma Grossetana è un territorio abitato fin dalla Preistoria e presenta caratteri storici per ogni epoca. A livello geografico corrisponde alla precedente Maremma Senese: tra il Trecento e il Quattrocento, infatti, gran parte dei centri fino ad allora controllati dagli Aldobrandeschi entrarono a far parte della Repubblica di Siena. 
Proprio durante questa fase storica, l'area pianeggiante e pedecollinare costiera della Maremma dantesca che rientrava nei domini senesi, fu chiamata Maremma Senese, per distinguerla dalla Maremma Pisana - parte della quale costituisce oggi la Maremma Livornese - situata più a nord. Nei secoli seguenti fu istituita la Provincia senese inferiore, che comprendeva anche l'attuale territorio della Maremma grossetana nell'ambito del Granducato di Toscana.
Durante il Settecento, i Lorena istituirono il Compartimento Grossetano (che fino ad allora costituiva la Provincia senese inferiore), rendendolo amministrativamente autonomo dal Compartimento Senese che, nel frattempo, andava a sostituire la Provincia senese superiore. L'istituzione del Compartimento Grossetano costituiva gli albori per la futura nascita dell'attuale provincia di Grosseto; nel frattempo, la denominazione di Maremma Senese andava gradualmente lasciando il posto all'attuale Maremma Grossetana.

## Geografia

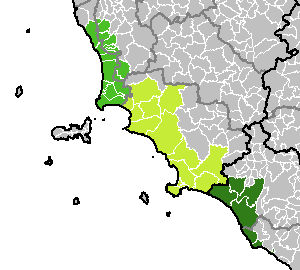
La Maremma Grossetana in verde chiaro

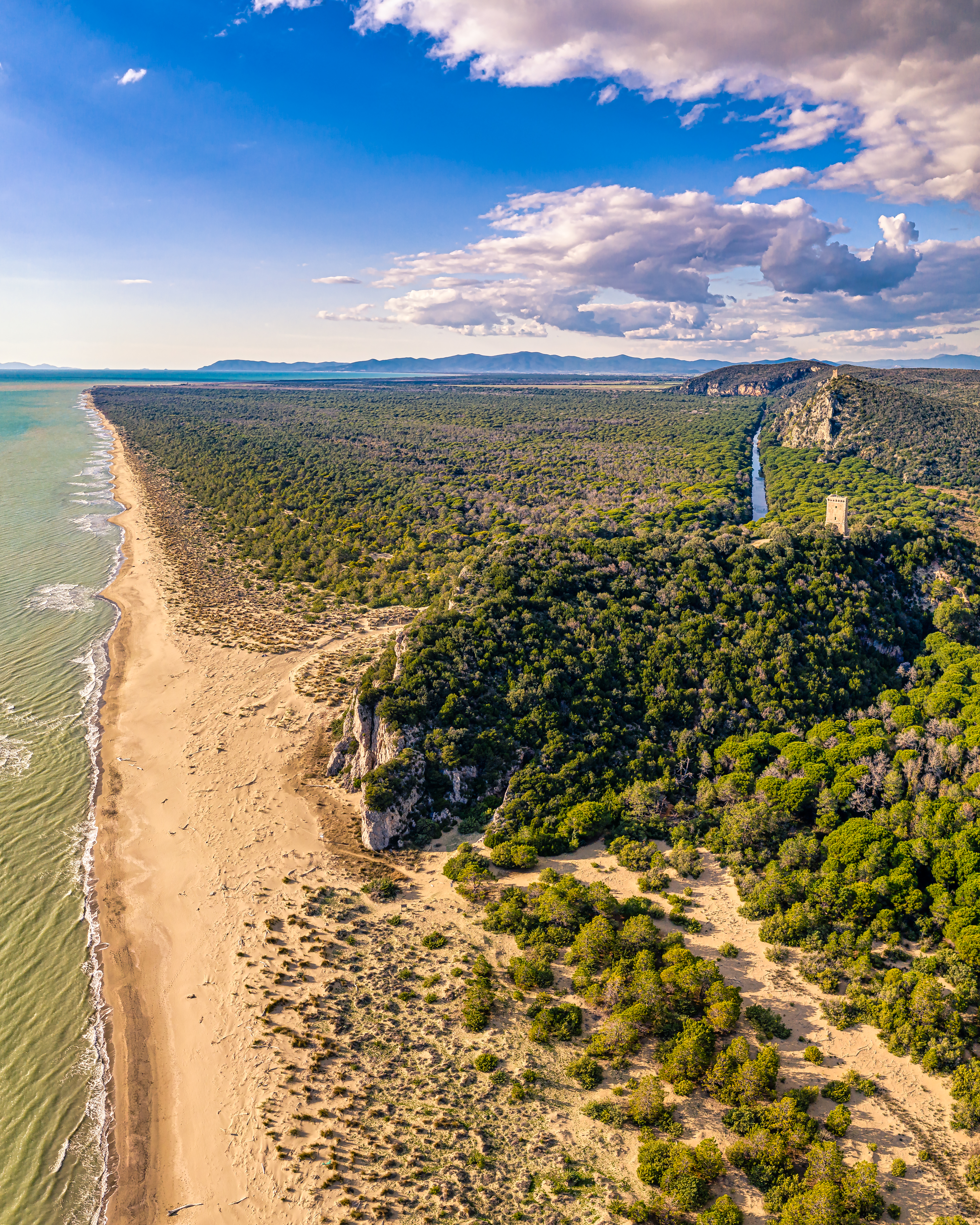
Il parco regionale della Maremma presso i Monti dell'Uccellina

Per quanto riguarda i limiti geografici dell'area, a nord-ovest il territorio si inoltra nella parte meridionale della provincia di Livorno, proseguendo senza soluzioni di continuità nella Maremma Piombinese; lungo il bordo orientale la Maremma Grossetana spazia a nord fino alle Colline Metallifere, nella parte centrale risale la Valle dell'Ombrone fino al sistema orografico del Monte Amiata, mentre nella parte meridionale raggiunge le prime propaggini delle Colline dell'Albegna e del Fiora; infine a sud-est il territorio è separato dalla Maremma laziale dall'ultimo tratto del torrente Chiarone.

### Territorio
Il territorio della Maremma Grossetana può essere suddiviso in tre parti.
A nord la piana del fiume Pecora si estende attorno al golfo di Follonica e comprende gran parte del territorio comunale di Follonica, la fascia costiera e pianeggiante del comune di Scarlino e le aree di pianura dei comuni di Massa Marittima e Gavorrano; nella parte centrale si apre la piana dell'Ombrone che occupa i territori comunali di Castiglione della Pescaia, Grosseto, il tratto costiero e sublitoraneo del comune di Magliano in Toscana; a sud la Maremma Grossetana è occupata dalla piana del fiume Albegna che interessa la parte pianeggiante occidentale del comune di Manciano e i territori comunali di Orbetello e Monte Argentario e, nell'estremità meridionale, dalla parte settentrionale della piana del Fiora che si estende nella parte pianeggiante del comune di Capalbio e si inoltra in gran parte nel territorio laziale.
Le tre aree sono interrotte da alcuni promontori che, da nord verso sud, sono il promontorio di Punta Ala con le Bandite di Scarlino che dividono la piana del fiume Pecora dalla piana dell'Ombrone; i Monti dell'Uccellina che dividono la piana dell'Ombrone dalla piana del fiume Albegna; il promontorio di Ansedonia che divide la piana dell'Albegna da quella del Fiora. Ad est tutta la Maremma confina con il territorio montuoso dell'Amiata, territorio che appartiene per i suoi versanti occidentali (Arcidosso, Casteldelpiano, Santa Fiora, Seggiano) alla provincia di Grosseto e per il versante orientale alla Provincia di Siena. 
Un caso a parte risulta essere invece il promontorio dell'Argentario che, originariamente era un'isola, e in tempi piuttosto recenti si è unito alla terraferma a seguito della formazione di due cordoni sabbiosi, il tombolo della Giannella a nord e il tombolo della Feniglia a sud; lo specchio di mare ivi compreso si è conseguentemente trasformato nell'attuale laguna di Orbetello.
All'estremità meridionale del territorio, nel comune di Capalbio, si estende il lago di Burano, bacino lacustre costiero che ha mantenuto intatte le originarie caratteristiche dell'ecosistema.

#### Laghi e lagune
Anteriormente alle bonifiche lorenesi che dalla seconda metà del XVIII secolo si sono prolungate nell'arco di circa 80 anni, la costa in particolare era caratterizzata da vasti e numerosi acquitrini che rendevano la zona insalubre e pericolosa. Tra i vari specchi d'acqua che si erano formati esistevano:
- il paduletto di Torre nuova presso Vignale
- le lame costiere di Prato Ranieri
- il chiaro ed il padule di Scarlino che si estendevano a sud di Follonica dalla costa fino quasi all'attuale linea ferroviaria
- nell'interno nella campagna a nord-est di Massa Marittima si erano formati i paduli del Pozzaiole e della Ghirlanda e quelle delle Venelle e della Ronna tra la città ed il lago dell'Accesa
- il paduletto della Caldanelle
- il padule di Pian d'Alma, ancora sulla costa
- il paduletto di Gualdo nella zona di Punta Ala
- il padule di Pian di Rocca
- il padule di Culpione, prosciugato dopo il 1830
- le paduline di Buriano
- il vasto padule di Castiglione che dalla spiaggia si estendeva fino quasi a Braccagni e Montepescali, occupando l'area dell'antico lago Prile
- i paduli di Giuncola (Rispescia) e di Alberese a sud dell'Ombrone
- il padule di Talamone e il padule di Campo Regio nella vasta pianura a nord dell'Albegna nella zona di Fonteblanda
- la vasta laguna di Orbetello con i numerosi stagnoli adiacenti
- il laghetto di Cutignolo
- i laghetti Acquato, Secco e i Lagaccioli a nord est di Capalbio
- il lago di San Floriano a sud ovest di Capalbio e sulla costa il lago di Burano.

Sono rimasti dopo le vaste bonifiche:
- Lago dell'Accesa: specchio d'acqua nelle campagne di Massa Marittima
- Diaccia Botrona: area paludosa tra Grosseto e Castiglione della Pescaia, residuo dell'antico lago Prile
- Laguna di Orbetello: laguna attorno all'omonima località
- Lago di Burano: lago costiero nel comune di Capalbio
- Padule di Scarlino: area paludosa nel territorio del comune di Scarlino, in località Puntone

### Clima
Il clima della Maremma Grossetana è tipicamente mediterraneo, con estati caratterizzate da un caldo moderato mitigato dalle brezze marine di maestrale e ponente ed inverni non particolarmente freddi con rari episodi di gelate notturne e mattutine. 
Le precipitazioni medie annue variano dai 419 mm del Monte Argentario ai 734 mm che si registrano presso la Fattoria Acquisti; negli altri casi si attestano mediamente tra i 550 e i 650 mm. Tutte le località fanno registrare un minimo estivo ed un picco autunnale più o meno accentuato.
L'eliofania risulta molto elevata, con una media annua superiore alle 7 ore giornaliere lungo la fascia costiera, nel tratto compreso tra le foci dell'Ombrone e del Chiarone: il valore è prossimo ai massimi assoluti dell'intero territorio nazionale italiano.
L'insieme delle singole caratteristiche sotto elencate fanno sì che la Maremma grossetana sia una delle aree del Sughero, regioni del bacino del Mediterraneo dal particolare microclima in cui sono diffuse le sugherete.
Tuttavia, è da segnalare che, secondo alcuni studi, parte del territorio risulta a rischio desertificazione.
Oltre ai dati delle stazioni meteorologiche ufficiali di Grosseto Aeroporto e Monte Argentario, e a quelli di Grosseto Centro e Alberese relativi alle medie calcolate nel trentennio 1961-1990, vanno segnalati i dati climatici medi relativi al trentennio 1951-1980, forniti da altre stazioni facenti capo al servizio idrologico. Di seguito, è riportata una tabella riepilogativa relativa alle medie climatiche delle varie località.
| Località                        | latitudine      | altitudine       | temperatura media annua | precipitazioni medie annue | media di riferimento |
| Tesorino                        |                 | 38 metri s.l.m.  | 15,9 °C                 | 693 mm                     | 1951-1980            |
| Follonica                       |                 | 5 metri s.l.m.   | 15,7 °C                 | 655 mm                     | 1951-1980            |
| Fattoria Acquisti               | 42°51'N 11°03'E | 11 metri s.l.m.  | 15,4 °C                 | 734 mm                     | 1951-1980            |
| Grosseto Centro                 | 42°45'N 11°06'E | 16 metri s.l.m.  | 14,8 °C                 | 652 mm                     | 1961-1990            |
| Grosseto Aeroporto              | 42°45'N 11°04'E | 7 metri s.l.m.   | 14,8 °C                 | 661 mm                     | 1961-1990            |
| Marina di Grosseto-San Leopoldo | 42°44'N 10°58'E | 4 metri s.l.m.   | 15,4 °C                 | 574 mm                     | 1951-1980            |
| Poggio Cavallo                  | 42°44'N 11°08'E | 15 metri s.l.m.  | 15,0 °C                 | 667 mm                     | 1951-1980            |
| Alberese                        | 42°39'N 11°06'E | 40 metri s.l.m.  | 14,4 °C                 | 600 mm                     | 1961-1990            |
| Collecchio                      |                 | 11 metri s.l.m.  | 15,8 °C                 | 656 mm                     | 1951-1980            |
| San Donato                      |                 | 19 metri s.l.m.  | 15,4 °C                 | 671 mm                     | 1951-1980            |
| Talamone                        |                 | 1 metro s.l.m.   | 15,8 °C                 | 582 mm                     | 1951-1980            |
| Orbetello                       |                 | 1 metro s.l.m.   | 16,0 °C                 | 612 mm                     | 1951-1980            |
| Monte Argentario                |                 | 632 metri s.l.m. | 13,0 °C                 | 419 mm                     | 1961-1990            |
| Pescia Fiorentina               |                 | 21 metri s.l.m.  | 15,7 °C                 | 589 mm                     | 1951-1980            |

## Litorale

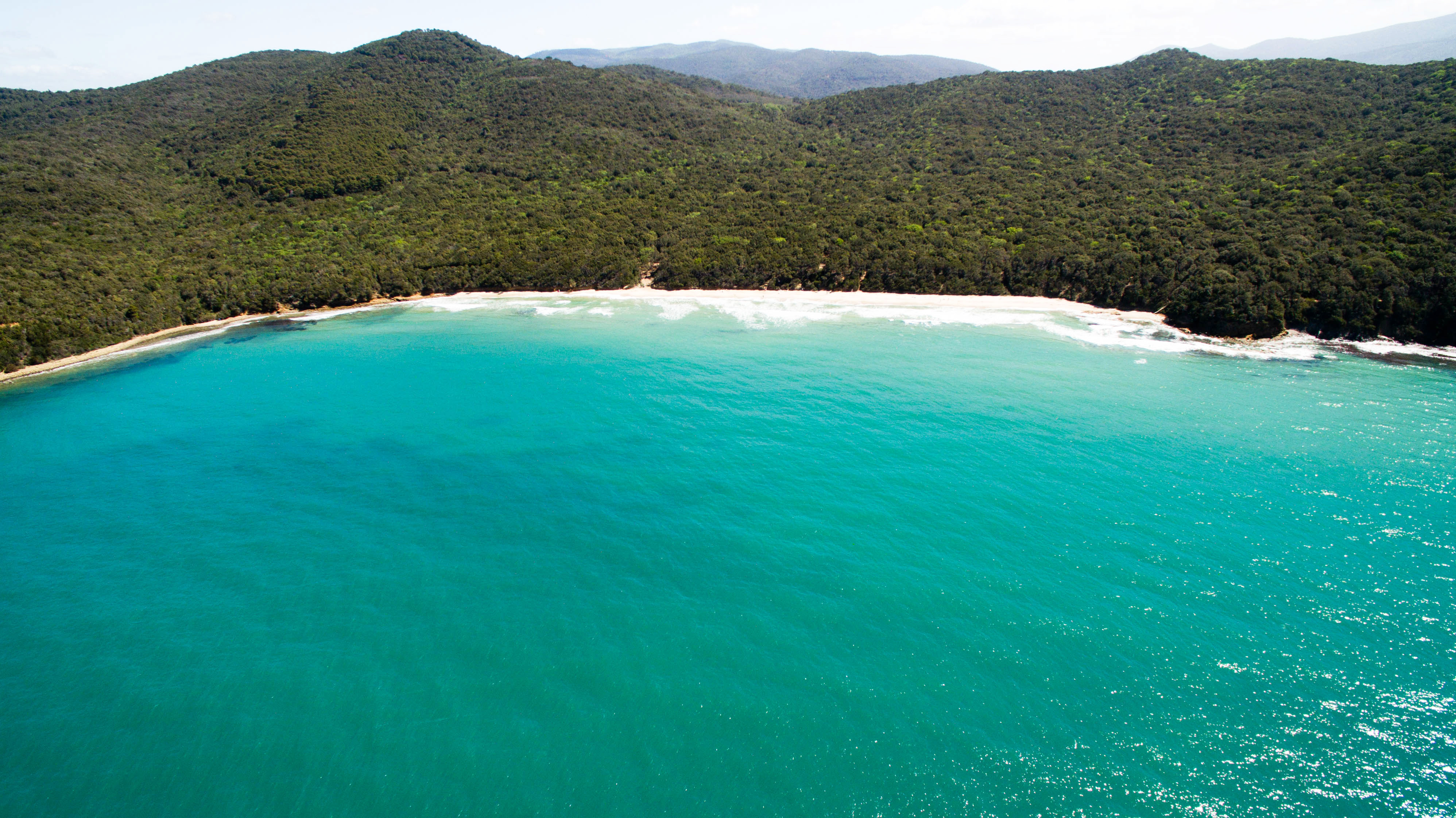
Cala Violina

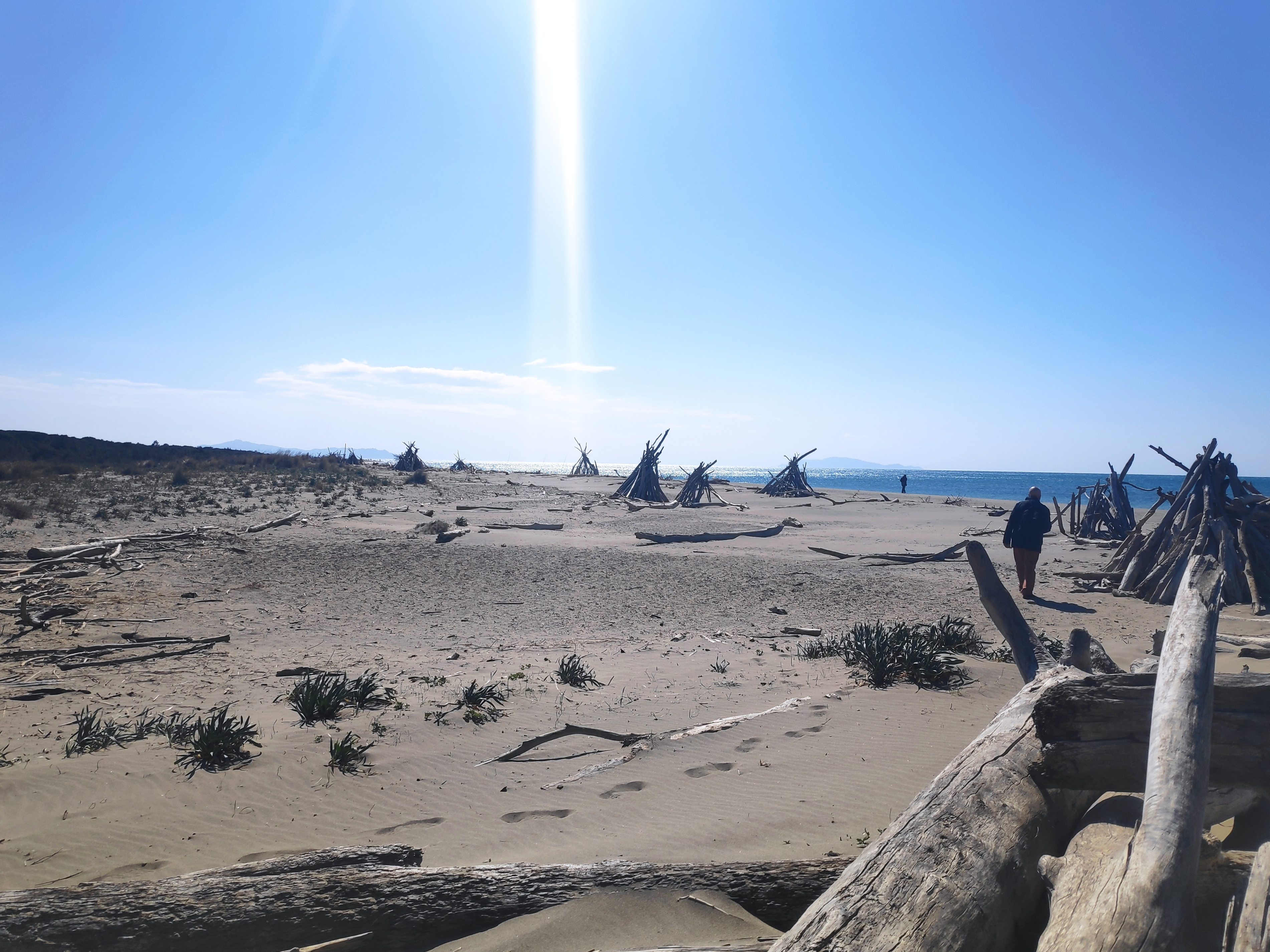
Le lunghe spiagge del litorale del Parco Regionale della Maremma

Il litorale della Maremma grossetana presenta ampie falcature basse e sabbiose con tratti di vegetazione dunale e retrodunale che precedono la tipica pineta che introduce alla macchia mediterranea alta.
Presso i promontori che interrompono i lunghi arenili sabbiosi si ritrova un tipo di costa più alta e frastagliata con prevalenza di scogli ed alcune piccole e suggestive calette sabbiose; la vegetazione risulta di macchia mediterranea bassa e gariga.
La costa comprende numerose spiagge, tra le più rilevanti: Cala Violina, Cala di Forno e Marina di Alberese presso i Monti dell'Uccellina, nel Parco naturale della Maremma e le spiagge di Giannella e Feniglia che occupano interamente i relativi tomboli che uniscono il promontorio dell'Argentario alla terraferma, racchiudendo la Laguna di Orbetello. Le spiagge ferrifere, così chiamate per il colore scuro, dovuto alla presenza di metalli ferrosi, si estendono all'estremità meridionale della costa. In questo tratto litoraneo si trova il Lago di Burano, sito di interesse comunitario.

### Località balneari
- Prato Ranieri (località del comune di Follonica)
- Follonica
- Puntone di Scarlino (frazione del comune di Scarlino)
- Punta Ala (frazione del comune di Castiglione della Pescaia)
- Rocchette (frazione del comune di Castiglione della Pescaia)
- Roccamare (località del comune di Castiglione della Pescaia)
- Riva del Sole (località del comune di Castiglione della Pescaia)
- Castiglione della Pescaia
- Marina di Grosseto (frazione del comune di Grosseto)
- Principina a Mare (frazione del comune di Grosseto)
- Talamone (frazione del comune di Orbetello)
- Albinia (frazione del comune di Orbetello)
- Giannella (frazione del comune di Orbetello)
- Orbetello
- Ansedonia (frazione del comune di Orbetello)
- Porto Santo Stefano (capoluogo del comune di Monte Argentario)
- Porto Ercole (frazione del comune di Monte Argentario)
- La Torba (frazione del comune di Capalbio)

## Luoghi d'interesse

### Aree archeologiche
- Cosa (nel territorio comunale di Orbetello)
- Roselle (nel territorio comunale di Grosseto)
- Vetulonia (nel territorio comunale di Castiglione della Pescaia)
- Sovana (nel territorio comunale di Sorano)

### Centri storici
- Grosseto
- Massa Marittima
- Scarlino
- Gavorrano
- Castiglione della Pescaia
- Montepescali
- Magliano in Toscana
- Orbetello
- Porto Ercole
- Capalbio
- Sovana
- Pitigliano
- Sorano
- Manciano
- Roccastrada
- Pereta

### Città murate
- Mura di Castiglione della Pescaia
- Mura di Montepescali
- Mura di Grosseto
- Mura di Magliano in Toscana
- Mura di Orbetello
- Mura di Capalbio
- Mura di Porto Ercole

### Fortificazioni e torri di avvistamento
- Castel di Pietra (nel territorio comunale di Gavorrano)
- Tino di Moscona (nel territorio comunale di Grosseto)
- Torre della Bella Marsilia (nel territorio comunale di Magliano in Toscana)
- Torre Bassa (nel territorio comunale di Magliano in Toscana)
- Castello di Colle Massari (nel territorio comunale di Cinigiano)

### Fattorie e ville
- Tenuta della Badiola (nel territorio comunale di Castiglione della Pescaia)
- Fattoria Acquisti (nel territorio comunale di Grosseto)
- Fattoria di Principina (nel territorio comunale di Grosseto)
- Fattoria della Grancia (nel territorio comunale di Grosseto)
- Villa Granducale di Alberese (nel territorio comunale di Grosseto)
- Tenuta di Collecchio (nel territorio comunale di Magliano in Toscana)
- Palazzo del Chiarone (antica dogana pontificia nel territorio comunale di Capalbio)
- Villino Panichi (Grosseto)
- Villino Pastorelli (Grosseto)
- Fattoria di Barbanella (Nel territorio comunale di Grosseto)

### Abbazie e monasteri
- Abbazia di San Pancrazio al Fango (nel territorio comunale di Grosseto)
- Abbazia di San Rabano (nel territorio comunale di Grosseto)
- Monastero di Sant'Angelo (nel territorio comunale di Orbetello)
- Convento dei Passionisti (sul monte Argentario)
- Noviziato di San Giuseppe (sul monte Argentario)
- Monastero di Siloe (nel territorio comunale di Cinigiano)
- Eremo di Malavalle (nel territorio comunale di Castiglione della Pescaia)
- Monastero di San Bruzio (nel territorio comunale di Magliano in Toscana)
- Convento delle Clarisse (Grosseto)
- Convento di San Francesco (Grosseto)

## Trasporti e infrastrutture

### Ferrovie
- Ferrovia Tirrenica
- Ferrovia Siena-Monte Antico-Grosseto

#### Stazioni ferroviarie
- Stazione di Follonica
- Stazione di Scarlino
- Stazione di Gavorrano
- Stazione di Giuncarico
- Stazione di Montepescali
- Stazione di Grosseto
- Stazione di Alberese
- Stazione di Talamone
- Stazione di Albinia
- Stazione di Orbetello-Monte Argentario
- Stazione di Capalbio
- Stazione di Chiarone

### Strade principali
- Variante Aurelia
- Via Aurelia
- Strada Europea E78
- Strada statale 223 di Paganico
- Strada statale 74 Maremmana

### Porti e approdi turistici
- Porto del Puntone di Scarlino
- Porto di Punta Ala
- Porto di Castiglione della Pescaia
- Porto di Marina di Grosseto
- Porto di Talamone
- Porto di Santa Liberata
- Porto del Valle di Porto Santo Stefano
- Porto Vecchio di Porto Santo Stefano
- Porto Vecchio di Porto Ercole
- Porto di Cala Galera

### Aeroporti
- Aeroporto di Grosseto (in uso)
- Idroscalo di Orbetello (trasformato in parco cittadino)